# Microregione di Tomé-Açu
La Microregione di Tomé-Açu è una microregione dello Stato del Pará in Brasile, appartenente alla mesoregione di Nordeste Paraense.

## Comuni
Comprende 5 comuni:
- Acará
- Concórdia do Pará
- Moju
- Tailândia
- Tomé-Açu